# Espagne aux Jeux olympiques d'été de 1948
L’Espagne participe aux Jeux olympiques d'été pour la cinquième fois, à l’occasion des Jeux olympiques d'été de 1948, à Londres. Elle est représentée par une délégation de 65 athlètes ne comprenant aucune femme.  Les sportifs espagnols ne conquièrent qu’une médaille d’argent en Équitation, dans l’épreuve par équipes de Saut d’obstacles.

## Les médaillés
| Médaille          | Nom                                                  | Sport      | Épreuve                      |
| ----------------- | ---------------------------------------------------- | ---------- | ---------------------------- |
| Médaille d'argent | Jaime García José Navarro Morenes Marcellino Gavilán | Équitation | Saut d'obstacles par équipes |

## Sources
- (fr) Bilan complet de 1948 sur le site du Comité international olympique
- (en) Bilan complet de l’Espagne sur le site olympedia.org